# Opius thoracoangulatus
Opius thoracoangulatus är en stekelart som beskrevs av Fischer 1979. Opius thoracoangulatus ingår i släktet Opius och familjen bracksteklar. Inga underarter finns listade i Catalogue of Life.